# Jurk

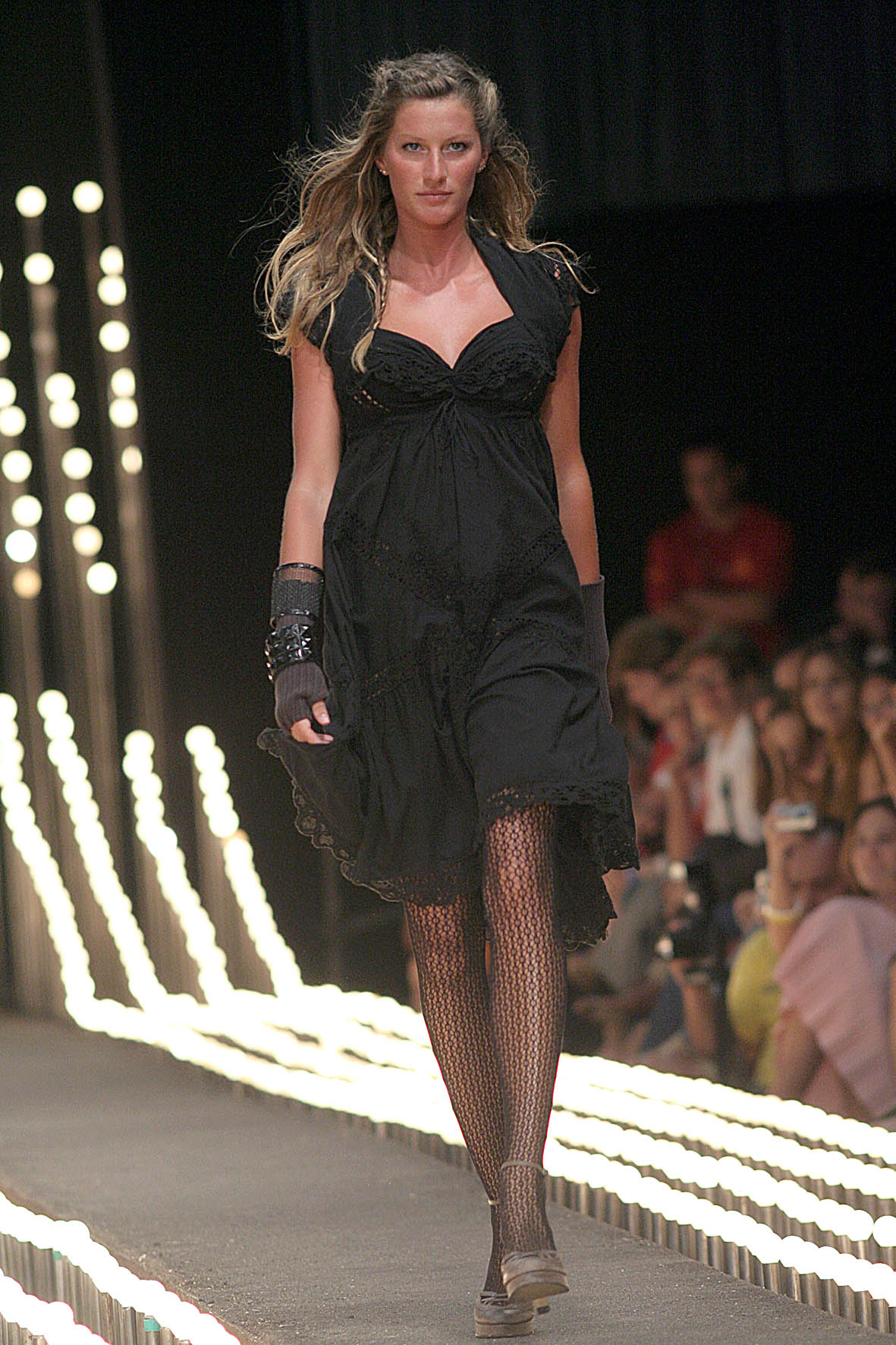
Model Gisele Bündchen in een jurk tijdens een modeshow in Rio de Janeiro

Een jurk, japon of kleed(je) is een kledingstuk, waarbij het bovenstuk en de rok als een geheel zijn gemaakt. Jurken worden traditioneel vooral door vrouwen gedragen. 
Een jurk geldt, in tegenstelling tot de periode van voor ongeveer 1970, tegenwoordig veelal als eleganter dan de alledaagse (werk)kleding. Bij officiële gelegenheden wordt daarom vaak een jurk gedragen. 

## Basisvormen
Basisvormen van de jurk zijn de rechte jurk, de getailleerde jurk, die met name aan de onderzijde wijder is. Een jurk met een wat hogere taille wordt een jurk met empirelijn genoemd.
Daarbij kunnen alle onderdelen van de jurk gevarieerd worden. De mouwen kunnen variëren in lengte; zo bestaan er mouwloze jurken, jurken met korte, halflange en lange mouwen. De mouwen kunnen ook variëren in wijdte, of manieren van inzetten. Zo zijn er aangeknipte mouwen, pofmouwen, etc. De halsuitsnijding kan rond zijn, recht en hooggesloten, wat dieper in een vierkant, met een hoge kol of juist zeer diep. Een lage halsuitsnijding bij een jurk wordt een decolleté genoemd. Een jurk zonder schouders wordt strapless genoemd.
Ook de lengte van de jurk kan uiteraard variëren, van de zeer korte minijurk tot een jurk die tot de vloer rijkt.
Jurken van dunne, doorschijnende stof worden vaak gevoerd.

## Bijzondere vormen
- Áo dài
- Avondjurk
- Baljurk
- Cocktailjurk
- Geklede jurk
- Doopjurk
- Galajurk
- Kaftan
- Mini-jurk

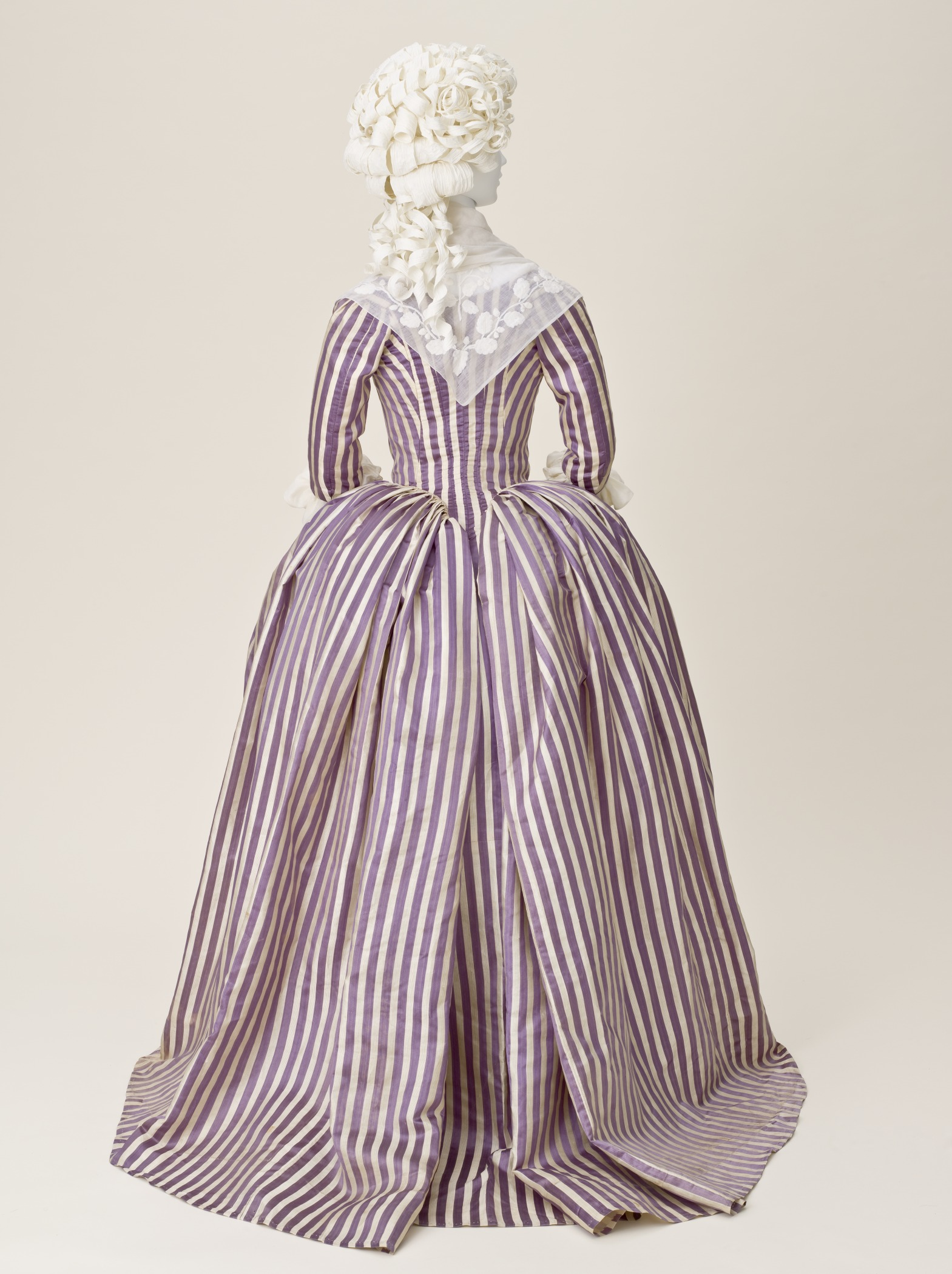
Robe à l'anglaise van paars en wit gestreepte zijde, gezien van de achterkant. Frankrijk, 1785-1790. Los Angeles County Museum of Art, M.2007.211.931

- Overgooier, een wijde jurk, die over een blouse heen wordt gedragen
- portefeuillejurk
- Trouwjurk
- Hoepeljurk
- Robe à la française
- Robe à l'anglaise
- Robe à la polonaise

In de geschiedenis van Hollywood zijn jurken, gedragen door actrices, vaak een belangwekkend onderwerp en kunnen veel geld waard zijn. Bijvoorbeeld de jurk van Marilyn Monroe bracht bij een veiling in juni 2011 het bedrag van 5,6 miljoen dollar (3,9 miljoen euro) op. De jurk die Judy Garland droeg in de film The Wizard of Oz uit 1939 bracht bij een veiling in november 2012 480.000 dollar (bijna 380.000 duizend euro) op.